# Камула
Каму́ла — найвища вершина Подільської височини, пам'ятка природи місцевого значення. Розташована в західній частині горбистого пасма Гологори, на південь від села Романова, що в Львівському районі Львівської області.
Висота Камули — 471 м над р. м. Гора є денудаційним останцем субмеридіонального простягання, що підноситься над навколишньою територією на 20—30 м. Складається з пісковиків, є невисокі мальовничі скелі з гротами. Гора вкрита буковим лісом природного походження та буково-грабовими насадженнями.

## Походження назви
Найімовірніше назва гори Камула походить від слов'янського слова камы «камінь» + -ула — афікс. На користь слов'янського походження даної назви може свідчить існування в польській мові слова kamulec — великий камінь. Костянтин Тищенко розглядав можливість походження назви від валлійського cwmwl, бретонського commouill «хмара», cymylaidd «хмарний».

## Туристичний потенціал
Вершина і прилеглі схили лежать у межах природоохоронної території — Романівського ландшафтного заказника.
На гору створена «Екологічна стежка на г. Камула» — встановлено вказівники, інформаційні таблиці й альтанки.

## Цікаві факти
- Камула є найвищою вершиною рівнинної частини Львівської області.
- Через вершину Камули проходить Головний європейський вододіл.